# 148780 Altjira
148780 Altjira este o planetă minoră (asteroid), cu un diametru de 340 km, din Obiect transneptunian. A fost descoperită pe 20 octombrie 2001 la Observatorul Național Kitt Peak de Deep Ecliptic Survey⁠(d) și a fost numită după Altjira⁠(d). 
Obiectul prezintă o orbită caracterizată de o semiaxă mare de 44,554875295373 de UAi, o excentricitate de 0,0582, o înclinație de 5,1951 ° în raport cu ecliptica.